# Pleodendron
Pleodendron là một chi thực vật thuộc họ Canellaceae.
Bao gồm các loài:
- Pleodendron costaricense
- Pleodendron ekmanii
- Pleodendron macranthum